# 保津川橋梁

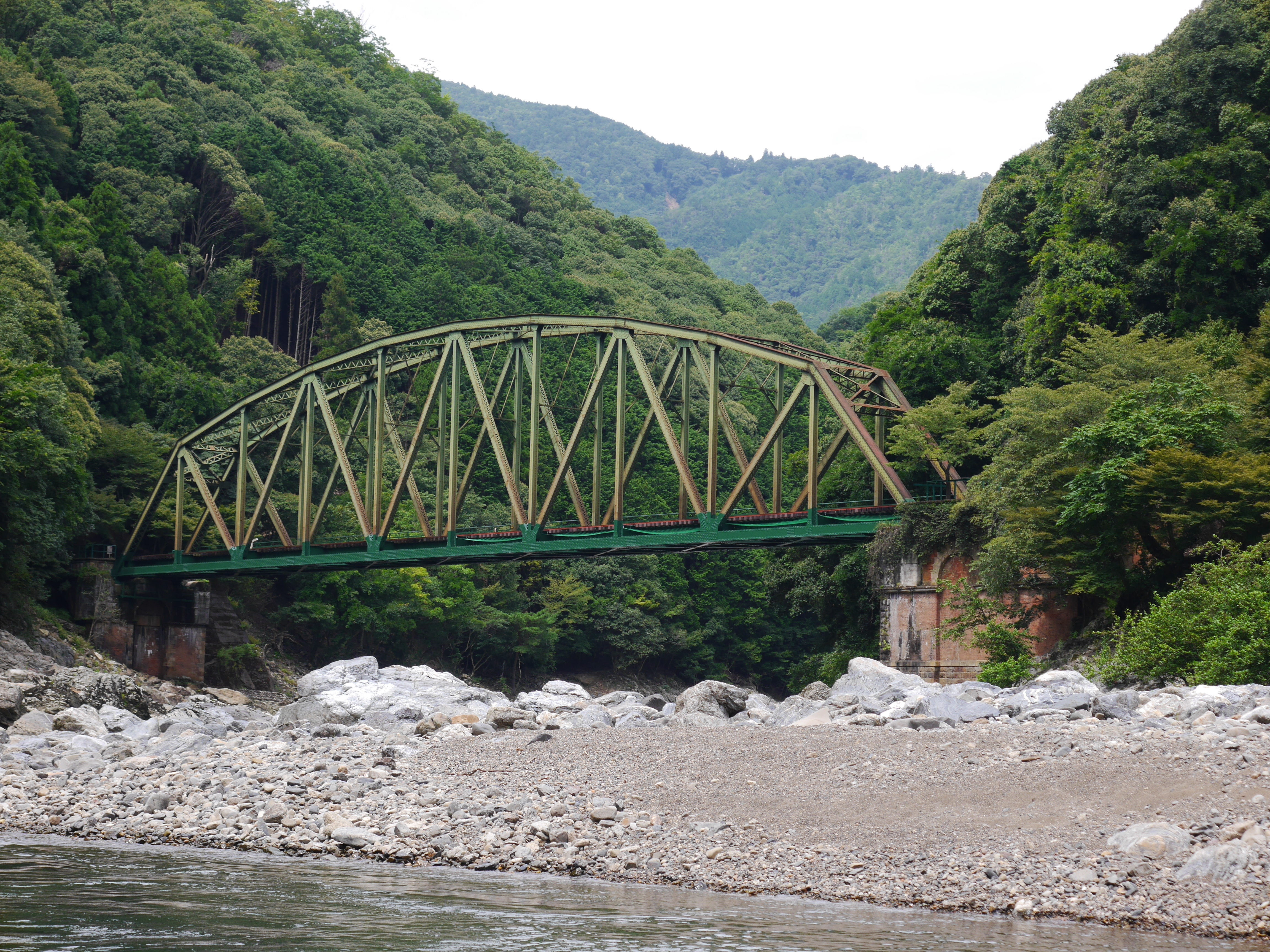
保津川橋梁

保津川橋梁（ほづがわきょうりょう）は、京都府京都市右京区の保津川に架かる嵯峨野観光鉄道嵯峨野観光線の鉄道橋である。

## 概要
嵯峨野観光線のトロッコ嵐山駅 - トロッコ保津峡駅間の保津川に架かる全長84mの橋梁である。
もともとは、京都鉄道（現・西日本旅客鉄道（JR西日本）山陰本線（嵯峨野線））の嵯峨駅（現嵯峨嵐山駅） - 園部駅間の延伸工事に伴って、嵯峨駅 - 亀岡駅間の保津川に架設された橋梁であり、1899年（明治32年）に完成し、同年8月15日より供用開始した。
建設当初は、京都鉄道が米国AアンドP・ロバーツ社に発注した単線下路式曲弦プラットトラス（ピン結合）のものであったが、1922年（大正11年）4月3日に起きた山陰本線の脱線事故でトラス桁の一部が破損してしまった。破損箇所を修理したものの、暫くして1928年（昭和3年）に新たに架け替えられたのが、現在のトラス橋（2代目）である。初代のトラス橋は、名古屋車両区に跨る向野跨線道路橋へ転用されて現存している。
1989年（平成元年）3月5日に、嵯峨駅 - 馬堀駅間の複線化に伴う新線への切り替えにより、単線の山陰本線旧線は廃止され、同時に本橋梁は供用廃止となる。その後、嵯峨駅 - 馬堀駅間の山陰本線旧線を、嵯峨野観光鉄道嵯峨野観光線として1991年（平成3年）4月27日に開業することとなり、本橋梁も再び供用開始となる。
2019年（令和元年）に「嵯峨野観光鉄道の構造物群」の一部として土木学会選奨土木遺産に選ばれる。

## 諸元
2代目の橋梁についての諸元である。
- 種別 - 鋼鉄道橋
- 形式 - 下路式曲弦ワーレントラス
- 橋長 - 84m
- 径間数 - 1径間
- 支間 - 85.344m
- 線数 - 単線
- 活荷重 - E40
- 竣工 - 1928年（昭和3年）8月8日
- 施主 - 鉄道省
- 橋梁設計 - 鉄道省
- 橋桁製作 - 汽車製造